# Le Bilan Malétras
Le Bilan Malétras est un roman policier belge de Georges Simenon, paru en 1948.
Ce roman sans intrigue véritable, hormis la péripétie du premier chapitre, se déroule du point de vue du personnage principal. Monologues intérieurs et brefs retours en arrière font ressortir davantage l’opposition entre une réussite sociale durement acquise et l’échec d’une destinée traversée par un événement criminel qui n’arrive même pas à l’infléchir. Le personnage de Malétras est l’un des plus énigmatiques parmi les créations de Simenon.
L'action se déroule aux Havre, avec des références à Steenvoorde (près de la frontière franco-belge), à la fin des années 1940.

## Résumé

### Début du roman
Ce samedi-là, au Cintra où il se rend chaque fin d’après-midi pour y prendre sa consommation à côté des bridgeurs habituels, Jules Malétras, riche commerçant retiré des affaires, charge un de ses voisins de table de prévenir sa femme qu'il ne rentrera pas dîner. Il va rejoindre sa jeune maîtresse Lulu, une fille très ordinaire pour laquelle il n'éprouve ni amour, ni passion, mais qu'il entretient, histoire de meubler un peu le désœuvrement de sa vie. Or, la soirée, qui a mal commencé par la faute de la jeune fille, se termine plus mal encore: quand le couple a regagné le logis miteux de Lulu, celle-ci a refusé de se dévêtir, et Malétras, l'ayant saisie à la gorge, l’a étranglée sans l’avoir cherché, tout bêtement. Au même moment est apparu Joseph, l'ami que la victime avait présenté comme son frère à Malétras, lequel n'était pas dupe. Très maître de lui, Joseph dissuade Malétras d'aller se livrer à la police : qu'il lui fasse seulement confiance, il arrangera tout. Et de fait, lorsque Malétras revoit Joseph, qu'il soupçonne à tort de vouloir faire du chantage, celui-ci a machiné tout un plan qui laissera croire au départ inopiné de Lulu (dont il fera d'ailleurs disparaître le corps plus tard). L'étrange garçon ne veut pas d'argent : c'est tout juste s'il consent à recevoir une aide financière que le pousse à accepter Malétras, conscient d'acheter l'impunité à bon compte. 

### Suite du roman
Dès lors, pour lui, les jours vont s'écouler sans que rien change apparemment dans son existence. Il s'étonne d'être un criminel qui n’a ni regret, ni crainte. L'idée lui vient parfois de se dénoncer pour qu'il arrive enfin quelque chose : que dirait-on si on savait ce qu'il a fait ? Mais il n'arrive rien. Sinon que Malétras continue à se montrer dur et méchant, à se savoir détesté. À son neveu Philippe qui lui demande la somme nécessaire pour voler au secours d'un ami malade et désespéré, il oppose d'abord un refus inhumain. N'a-t-il pas eu, lui aussi, un fils décédé dont les papiers intimes ont révélé qu'il craignait de ressembler à son père ? et une fille avec laquelle l’ont brouillé de mesquines questions d'intérêt ? L'humiliation qu'il ressent devant l'éducation raffinée de sa seconde femme lui rappelle son passé sans éclat, son ascension laborieuse, et le tourne de plus en plus vers le souvenir d'une enfance rurale et pauvre, à Steenvoorde. C’est cette odeur d’enfance qui l’attire, peu après la mort de Lulu, vers les quartiers populaires du Havre où le caboulot de la vieille Maria lui offre, un jour, l’évasion d’une passade sordide avec une gamine de seize ans. 

### Fin du roman
Au retour de cette aventure, une crise d’angine de poitrine le saisit. Elle sera bientôt surmontée. Du moins l'aura-t-elle fait passer de son indifférence agressive à une molle docilité qui le ramène, sans conviction, vers l'Eglise qu'il avait délaissée depuis son jeune âge.

## Personnages
- Jules Malétras : fondateur-propriétaire des « Docks Malétras ». Veuf et remarié ; un fils mort, une fille mariée, enfants d’un premier lit. 60 ans.
- Hermine de Dodeville : veuve de général, seconde femme de Malétras, 58 ans
- Lulu : ancienne serveuse, maîtresse de Malétras, 19 ans
- Joseph : marin en congé, ami de Lulu.

## Éditions
- Édition originale : Gallimard, 1948
- Tout Simenon, tome 25, Omnibus, 2003  (ISBN 978-2-258-06110-1)
- Romans durs, tome 7, Omnibus, 2012  (ISBN 978-2-258-09394-2)
- Folio Policier n° 732, 2014  (ISBN 978-2-07-030786-9)
- Romans durs, tome 7, Omnibus, 2023  (ISBN 978-2-258-20264-1)

## Source
- Maurice Piron, Michel Lemoine, L'Univers de Simenon, guide des romans et nouvelles (1931-1972) de Georges Simenon, Presses de la Cité, 1983, p. 140-141  (ISBN 978-2-258-01152-6)